# Zoubaier Baya
Zoubaier Baya (* 15. Mai 1971 in M’saken, Tunesien) ist ein ehemaliger tunesischer Fußballspieler. Derzeit arbeitet Baya für verschiedene arabische und tunesische Sender als Fußballexperte.

## Sportliche Laufbahn

### Vereinskarriere
Bayas Talent wurde bereits frühzeitig erkannt. In seinem Geburtsort M'saken kam er das erste Mal mit einem Fußball in Kontakt und wechselte von hier zu Étoile Sportive du Sahel in Sousse. Dort war er die zentrale Persönlichkeit im Mittelfeld. Hatte sein Verein bis dahin meist im Schatten der Hauptstadtclubs aus Tunis gestanden, so gewann er 1997 mit seinem Team erstmals die Landesmeisterschaft. Kurz danach folgte der Wechsel in die deutsche Bundesliga.
Für den SC Freiburg absolvierte der Mittelfeldspieler von 1997 bis 2001 insgesamt 85 Bundesliga-Spiele (15 Tore), sowie 29 Spiele in der 2. Bundesliga (6 Tore). Baya war der erste arabische Fußballspieler, der die Kapitänsbinde eines Bundesligisten trug. Danach spielte er für den türkischen Erstligisten Beşiktaş Istanbul. Den Wechsel bezeichnete er im Nachhinein als Fehler. Danach kehrte er zu Étoile Sportive du Sahel zurück.

### Auswahleinsätze
In 83 Länderspielen im Trikot der tunesischen Fußballnationalmannschaft erzielte Baya 17 Tore. 1998 und 2002 nahm er mit den Adlern von Karthago an der Weltmeisterschaft teil.

### Erfolge
- Tunesischer Meister 1997
- Tunesischer Pokalsieger 1996
- Afrikanischer Pokal der Pokalsieger 2003
- Finalist Africa Cup of Nations 1996
- WM-Teilnehmer 1998, 2002
- Olympiateilnehmer 1996
- Bundesligaaufstieg 1998
- Fußballer des Jahres in Tunesien 1999, 2000
- Finalist Afrikanische Champions League 2004, 2005

## Trivia
Am 16. August 2000 spielte Zoubaier Baya in einer Weltauswahl gegen den damaligen amtierenden Weltmeister Frankreich.